# Gaetano Ciandelli
Gaetano Ciandelli (Napoli, 1801 – Napoli, 1865) è stato un musicista, violoncellista e insegnante italiano, fu caposcuola di scuole violoncellistiche in Italia e all'estero.

## Biografia
Nato in una famiglia di musicisti napoletani, violoncellisti per tradizione,  in ambito famigliare apprese sin da giovanissimo i rudimenti della musica e la tecnica del violoncello.
Durante una riunione di musicisti svoltasi a Napoli nel 1819, conobbe Niccolò Paganini il quale rimase ammirato della sua bravura e strinse con lui un duraturo legame di stima e di amicizia che si protrasse almeno fino al 1829. Paganini lo introdusse nella tecnica virtuosistica e nel contrappunto; fu con lui prodigo di consigli, anche nelle lettere che gli scriveva. Inoltre lo considerava il suo unico allievo e l'invitava a dirlo apertamente.
Nel 1827 venne assunto dall’Orchestra del Teatro San Carlo di Napoli e nel 1830 vinse il concorso per la cattedra di violoncello nel Conservatorio di S. Pietro a Majella dove allevò e istruì numerosi musicisti tra i quali si ricordano particolarmente Gaetano Braga, Domenico Laboccetta, Carlo Mercadante, Raffaele Giannetti, Gaetano Mugnone, Gennaro Giarritiello e Ferdinando Forino. Quest'ultimo, quando nel 1864 si spostò a Roma vi fondò una Scuola violoncellistica esportando così, per gemmazione, il metodo e la scuola napoletana di Ciandelli.
Gaetano Ciandelli oltre che al conservatorio di Napoli, dove la sua attività didattica si protrasse per trent'anni, insegnò anche all'Orfanotrofio di S. Lorenzo di Aversa, al Real Albergo dei Poveri e nell'Istituto di S. Giuseppe a Chiaia, per i ciechi. Parallelamente a questo suo impegno, che resta il tratto più significativo della sua personalità, fu anche attivo sul versante concertistico, almeno fino al 28 febbraio 1863 in occasione di un concerto strumentale per la Società del Quartetto tenutosi nella Sala di Monteoliveto in Napoli, al quale partecipò assieme a Giovanni Bottesini, Guglielmo Nacciarone, Ferdinando Pinto e altri musicisti.
«...Ciandelli [fu] il caposcuola anche delle scuole violoncellistiche di Roma, Padova e di altre fiorite in Italia e nei paesi extraeuropei [...] un ramo ha messo radici a Buenos Aires con Luigi Forino e in Cile con Luigi Stefano Giarda...».

### Annotazioni
1. ↑  In una lettera a Galeazzo Fontana del 7 aprile 1829, Paganini ancora scriveva:  «...l’amo assai perché lo merita. E’ artista di gran calibro [...] adoprandoti per lui fa conto di adoprarti per me: non è una raccomandazione da celia. [...] Se sai quanto mi è caro è inutil aggiunger altro; se non lo sai ti ripeto che deve essere considerato un altro me stesso...».
2. ↑  «...Tenetevi curtino nelli Adagi, siate puro e cantate. La forza serbatela per i passi di agilità. La musica deve dar piacere, e tale effetto scaturisce dalla purità, grazia e precisione, tutte cose facili per voi...»
3. ↑  «...ditevi pure allievo di Paganini...».

### Fonti
1. 1 2 3 4   Enrica Donisi, La scuola violoncellistica di Gaetano Ciandelli, Bologna, Libreria Musicale Italiana, 2016,  p. 3.
2. ↑   Enrica Donisi, La scuola violoncellistica di Gaetano Ciandelli, Lucca, LIM Editore, 2016,  p. 7.
3. ↑   Enrica Donisi, I rapporti di Nicolò Paganini con Gaetano Ciandelli e Onorio de Vito e una scuola di strumenti ad arco eccellenti nell'Orfanotrofio di Aversa - Atti del Convegno Internazionale di Studi, La Spezia, a cura di Andrea Barizza and Fulvia Morabito, Turnhout, Brepols Publishers, 2010,  pp. 419-434.
4. ↑   Nicolò Paganini, Epistolario 1810-1831, a cura di Roberto Grisley, Milano, Skira, 1972,  pp. 495-496.
5. ↑  Paganini, Epistolario, p. 406.
6. 1 2  Donisi 2016, p. 4.
7. ↑   Franco Bruno, Forino - Famiglia di musicisti attivi a Roma nel secolo XIX, su Treccani Dizionario Biografico degli italiani, vol. 49, 1º gennaio 1997.
8. ↑  Donisi 2016, pp. 12-19.
9. ↑   Apollonia Striano, Ciandelli, il violoncellista che incantò Paganini, in La Repubblica, 29 luglio 2019. URL consultato il 31 maggio 2022.
10. ↑  Donisi 2016, p. 7.
11. ↑  Donisi 2016, p. XIV.